# Партия национальной независимости Грузии
Партия национальной независимости Грузии — грузинская политическая партия. Партия была важной силой во время перехода от Советского Союза к независимости, но впоследствии исчезла, и её нынешний статус остаётся неизвестным.

## История
Группа была основана в 1988 году Ираклием Церетели, членом Общества Ильи Чавчавадзе, которое выступало за независимость Грузии. Она заняла сильно националистическую и антикоммунистическую идеологическую позицию.
30 сентября 1990 года они приняли участие в выборах в Национальный конгресс Грузии. Это неофициальный орган, созданный группами сторонников независимости, которые бойкотировали выборы в Верховный Совет. Имея 35,6% голосов и 71 место в новом органе, ПНН имела самую крупную фракцию в рамках этого органа, хотя на практике у Конгресса было мало реальной власти.
Партия решительно выступала против вступления страны в Содружество Независимых Государств и в целом заняла решительную линию против Эдуарда Шеварднадзе, когда Церетели инициировал программу общественных протестов в июне 1993 года, чтобы заставить тогдашнего председателя парламента уйти в отставку. Инициатива успеха не имела.
Партия выиграла четыре места в Парламенте Грузии на всеобщих выборах 1992 года, но не прошла в парламент три года спустя. Наряду с другими радикальными националистическими группировками они пострадали от изменений в конституции, которые теперь требовали 5% голосов для получения мест в парламенте. До выборов были предприняты попытки сформировать избирательный блок с другими радикальными правыми элементами, такими как Общество Мераба Костава, Хартия 91, остатки Общества Ильи Чавчавадзе и монархические группы, но они потерпели неудачу из-за политических и личностных конфликтов.
Партия и её конкуренты на жесткой националистической сцене исчезли в середине 1990-х годов в результате более широкой дерадикализации грузинской политики, которая привела к попыткам наладить более нормальные отношения с Россией после войны в Абхазии, а также желание наладить ещё более тесные связи с европейскими институтами в качестве альтернативы националистической изоляции.
Партия не участвовала ни в каких последующих выборах, но продолжала действовать как внепарламентская оппозиция. В преддверии президентских выборов 2000 года Церетели был видным деятелем Центра свободы и независимости Грузии, группы, которая выступала за бойкот выборов, сохраняя при этом свое лидерство ПНН. Центр свободы и иезависимости был альянсом 25 оппозиционных партий, 14 из которых, в том числе Общество Ильи Чавчавадзе, Лейбористская партия Грузии, Объединённая республиканская партия и Зеленые, поддержали бойкот выборов, поскольку они утверждали, что досрочное голосование было неконституционным. ПНН все ещё существовала в 2002 году, в то время как Церетели все ещё назывался лидером партии в 2006 году, когда он был арестован по обвинению в поощрении деятельности Эмзара Квициани в Кодорском ущелье.